# Antoni Królikowski
Antoni Paweł Królikowski (ur. 17 lutego 1989 w Łodzi) – polski aktor, reżyser, scenarzysta i celebryta.

## Życiorys

### Wczesne lata
Urodził się w Łodzi jako najstarszy syn pary aktorskiej – Małgorzaty Ostrowskiej-Królikowskiej i Pawła Królikowskiego. Dorastał wraz z czworgiem młodszego rodzeństwa, braćmi – Janem (ur. 1992) i Ksawerym (ur. 2007) oraz siostrami – Julią (ur. 1999) i Marceliną (ur. 2001). W 2008 ukończył XXI Liceum Ogólnokształcące im. Hugona Kołłątaja w Warszawie w klasie filmowej.

### Kariera
W wieku czterech lat po raz pierwszy wystąpił na ekranie w roli kilkuletniego Wolfa Hausera (dorosłego grał jego stryj Rafał Królikowski) w dramacie telewizyjnym Michała Dudziewicza 20 lat później (1993) z cyklu C’est mon histoire. Swoją przygodę z aktorstwem kontynuował już jako dorosły grając epizody w serialach: Wiedźmy (2005–2006), Dylematu 5 (2006), Pogoda na piątek (2006–2007), Twarzą w twarz (2007), Kryminalni (2008), 39 i pół (2008–2009), Agentki (2008) i Czas honoru (2008–2009).
W 2007 razem z matką odebrał Srebrne Jabłko, nagrodę miesięcznika „Pani”. Za scenariusz i reżyserię swojej etiudy filmowej Złote Pióro otrzymał nagrodę na VIII Festiwalu Filmów Amatorskich „Filmowe Zwierciadła” w Ostrołęce, I Ogólnopolskim Festiwalu Filmów Amatorskich i w konkursie filmowym organizowanym przez kino „Muranów” prowadzone przez firmę Gutek Film, a także został wyróżnieny na Festiwalu Kafla 2007. Za swój film krótkometrażowy Noc życia (2010), do którego muzykę skomponował jego brat Jan, zdobył m.in. wyróżnienie w konkursie „Młode Kino Polskie”" za „poczucie humoru i przewrotne potraktowanie stereotypów” na 35. Festiwalu Polskich Filmów Fabularnych w Gdyni.
Zadebiutował na kinowym ekranie w roli Janka „Yerby”, zbuntowanego brata „Korby” (Anna Dereszowska) w komedii romantycznej Tomasza Koneckiego i Andrzeja Saramonowicza Lejdis (2008). W dramacie biograficznym Rafała Wieczyńskiego Popiełuszko. Wolność jest w nas (2009) zagrał Grzegorza Przemyka. Stał się rozpoznawalny wśród telewidzów jako Kuba Milewicz w serialu Miłość nad rozlewiskiem (2009) i jego kontynuacjach: Życie nad rozlewiskiem (2011), Nad rozlewiskiem (2012) i Cisza nad rozlewiskiem (2013–2014). Występował też w serialach: Ludzie Chudego (2010) jako Rafał, Przyjaciółki (2014–2017) jako Jerry i Diagnoza (2017–2019) jako Kacper Kaleta. Zagrał główną rolę młodego Eugeniusza Bodo w serialu TVP1 Bodo (2016). Był nominowany do Telekamery „Tele Tygodnia” 2017 w kategorii „Nadzieja telewizji”. Trafił do obsady dwóch dramatów wojennych: Miasto 44 (2014) i Dywizjon 303. Historia prawdziwa (2018). Patryk Vega zaangażował go do głównych ról w swoich filmach: Polityka (2019) jako Bartłomiej Misiewicz, Bad Boy (2020) jako Paweł Zawrotny i Pętla (2020) jako Daniel Śnieżek. W dramacie sensacyjnym opartym na wydarzeniach związanych z tzw. aferą frankową Banksterzy (2020) został obsadzony w roli Mateusza, który marzy o niezależności. W latach 2023–2024 grał główną rolę w serialu TV4 Uroczysko, a w 2024 miał premierę film Jak ukradłem 100 milionów, w którym zagrał główną rolę.
W 2014 uczestniczył w pierwszej, emitowanej przez telewizję Polsat, edycji programu rozrywkowego Dancing with the Stars. Taniec z gwiazdami oraz prowadził program TVP2 SuperSTARcie. W 2016 zwyciężył w pierwszej edycji reality show TVN Agent – Gwiazdy. Był kapitanem jednej z drużyn w teleturnieju TVP2 Kocham cię, Polsko! (2017–2018) i teleturnieju TVP1 To był rok! (2019). W 2018 z ówczesną partnerką Julią Wieniawą byli bohaterami jednego z odcinków programu The Story of My Life. Historia naszego życia. Był uczestnikiem reality show TVN Przez Atlantyk (2022).
W marcu 2022 został włodarzem federacji organizującej galę freak show fight Royal Division. Podczas gali miało odbyć się starcie sobowtórów Władimira Putina i Wołodymyra Zełenskiego, co w obliczu inwazji Rosji na Ukrainę wzbudziło kontrowersje; pod wpływem wielkiej krytyki zrezygnował z udziału w przedsięwzięciu i przyznał, że była to jego nieprzemyślana decyzja.

## Życie prywatne
Pozostawał w nieformalnych związkach z Laurą Breszką (w latach 2012–2014), Katarzyną Sawczuk (2015–2016), Julią Wieniawą (2017–2018) i Katarzyną Dąbrowską (2018–2020).
7 sierpnia 2021 poślubił aktorkę Joannę Opozdę, z którą rozstał się w lutym 2022, niedługo przed narodzinami ich syna, Vincenta. Z nieformalnego związku z Izabelą Banaś ma córkę Jadwigę (ur. 2024).
Od 2016 choruje na stwardnienie rozsiane.

### Konflikty z prawem
W marcu 2011 został zatrzymany za napaść na dwóch policjantów. W październiku 2012 sprawa została umorzona, a Królikowski zobowiązał się zapłacić poszkodowanym policjantom kwotę zadośćuczynienia w łącznej wysokości 8 tys. zł.
W lutym 2023 został zatrzymany przez policję przy ulicy Kolejowej w Warszawie, podczas prowadzenia pojazdu pod wpływem środków odurzających. W marcu tego samego roku został oskarżony o kierowanie samochodem pod wpływem substancji psychotropowej. Królikowski nie przyznał się do zarzutów i wyjaśnił, że nie zażywał marihuany bezpośrednio przed jazdą samochodem, ale dzień wcześniej. W styczniu 2024 został nieprawomocnie skazany na rok ograniczenia wolności z obowiązkiem wykonywania nieodpłatnie prac na cel społeczny w wymiarze 20 godzin w miesiącu, ponadto zakaz prowadzenia pojazdów mechanicznych na okres trzech lat i zapłatę kwoty pięciu tys. zł na rzecz Funduszu Pomocy Pokrzywdzonym oraz Pomocy Postpenitencjarnej.
W maju 2023 został mu postawiony zarzut uchylania się od płacenia alimentów na rzecz swojego syna oraz żony. W listopadzie 2024 został nieprawomocnie uznany za winnego i zobowiązany do zapłacenia kary grzywny w łącznej kwocie ponad 5 tys. zł.

## Filmografia
- 1993: Dwadzieścia lat później – jako mały Wolf Hauser
- 2005: Wiedźmy (odc. 9)
- 2006: Dylematu 5 – Ostry, syn Kolińskich
- 2006–2007: Pogoda na piątek – Bartek Lewicki, syn Anny i Jerzego
- 2007: Twarzą w twarz – Jarek (odc. 2−4)
- 2008–2009: 39 i pół – Zielu, kolega Patryka
- 2008: Agentki – detektyw Rysek Pelikan, współpracownik Knapika (odc. 9-10)
- 2008–2009: Czas honoru – Kamil „Prędki”, wnuk stolarza Maciejewskiego
- 2008: Hotel pod żyrafą i nosorożcem – Maciek Bury
- 2008: Kryminalni – Kuba Makowiec (odc. 92)
- 2008: Lejdis – Janek Yerba, brat Korby
- 2009: Dom nad rozlewiskiem – Kuba, chłopak Marysi
- 2009: I pół – Zielu, kolega Patryka
- 2009: Popiełuszko. Wolność jest w nas – Grzegorz Przemyk
- 2010: Na dobre i na złe – Paweł Szymański (odc. 398)
- 2010–2011: Ojciec Mateusz – jako Antek Dziak (odc. 46); Wojtek Zadurski (odc. 81)
- 2010: Miłość nad rozlewiskiem – Kuba Milewicz
- 2010: Mała matura 1947 – Romek Szrama
- 2010: Cisza – Błażej
- 2010–2011: Ludzie Chudego – Rafał Walenciak, syn Barbary
- 2010: Weekend – Malinowski
- 2011: Życie nad rozlewiskiem – Kuba Milewicz
- 2011: Och, Karol 2 – chłopak palący marihuanę
- 2011: Proste pragnienia – Struś
- 2011: 1920 Bitwa Warszawska – członek komisji rekrutacyjnej
- 2011: Licencja na wychowanie – Czarek Turzański, sąsiad Leszczyńskich (odc. 96)
- 2012: Ja to mam szczęście! – Marcin, syn Jerzego
- 2012: Prawo Agaty – Krzysztof (odc. 22)
- 2012: Nad rozlewiskiem – Kuba Milewicz
- 2013: Komisarz Alex – Antek Gradoń (odc. 28)
- 2013: Pierwsza miłość – Rafał Zapała, kolega Szymona
- 2014–2017: Przyjaciółki – „Jerry”
- 2014: Miasto 44 – Władek „Beksa"
- 2015: Wkręceni 2 – Staszek „Stopklatka” Klatka
- 2015: Karbala – jako sanitariusz
- 2016: Bodo – młody Eugeniusz Bodo (odc. 1-4,13)
- 2016: Na dobre i na złe – „Misiek” (odc. 641−643)
- 2017: Na Wspólnej – Marcin Węgrzycki
- 2017−2019: Diagnoza – Kacper Kaleta
- 2018: Pensjonat nad rozlewiskiem – Kuba Milewicz
- 2018: Dywizjon 303. Historia prawdziwa – Witold Łokuciewski
- 2019: Czarny Mercedes – Stefan, kolega Jędrka
- 2019: Polityka – Bartłomiej Misiewicz
- 2020: Bad Boy[22] – Paweł Zawrotny "Pablo", brat Piotra
- 2020: W rytmie serca – Karol Horosiewicz
- 2020: Swingersi – Bartek
- 2020: Pętla – Daniel Śnieżek
- 2020: Banksterzy – Mateusz
- 2021: Mecenas Porada – Sebastian Krasiński
- 2021: Planeta singli. Osiem historii – Jacek Drabent (odc. 6)
- 2022: Jak pokochałam gangstera – „Komo”
- 2022: Szczęścia chodzą parami[23]
- 2022: Samiec alfa – młody lekarz
- 2022: Kryptonim Polska – Kajetan, chłopak Poli
- 2023: Porady na zdrady II – terapeuta Franek
- od 2023: Uroczysko – komisarz Filip Ziomecki
- 2024: Jak ukradłem 100 milionów – Edward Szmal Ed

Polski dubbing
- 2014: Siedmiu krasnoludków ratuje Śpiącą Królewnę – jako Bobo
- 2016: Balerina – jako Wiktor

Występy w telewizji
| Nazwa programu                               | Stacja    | Rola                              | Okres występowania                 |
| -------------------------------------------- | --------- | --------------------------------- | ---------------------------------- |
| Kocham Cię, Polsko!                          | TVP2      | Uczestnik                         | 2009, 2010, 2012, 2016 (gościnnie) |
| Kocham Cię, Polsko!                          | TVP2      | Kapitan jednej z drużyn           | 2017–2018                          |
| Dancing with the Stars. Taniec z gwiazdami   | Polsat    | Uczestnik                         | 2014                               |
| SuperSTARcie                                 | TVP2      | Prowadzący                        | 2014                               |
| Lip Sync Battle. Ustawka                     | Player.pl | Uczestnik                         | 2016 (odc. 7)                      |
| Agent – Gwiazdy                              | TVN       | Uczestnik                         | 2016                               |
| Mów mi mistrzu                               | TVP2      | Prowadzący                        | 2016–2017 (odc. 1–5)               |
| Mów mi mistrzu                               | TVP2      | Uczestnik                         | 2017 (odc. 8)                      |
| The Story of My Life. Historia naszego życia | Polsat    | Uczestnik (wraz z Julią Wieniawą) | 2018 (odc. 2)                      |
| To był rok!                                  | TVP1      | Kapitan drużyny                   | 2019                               |
| Przez Atlantyk                               | TVN       | Uczestnik                         | 2022                               |